# Miagrammopes orientalis
Miagrammopes orientalis là một loài nhện trong họ Uloboridae.
Loài này thuộc chi Miagrammopes. Miagrammopes orientalis được Friedrich Wilhelm Bösenberg & Embrik Strand miêu tả năm 1906.

## Hình ảnh

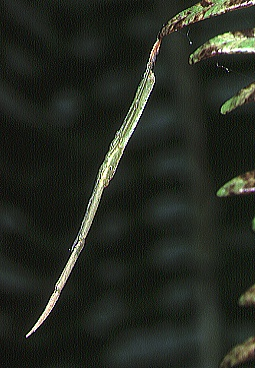